# Супер Нова (футбольний клуб)
«Супер Нова» (латис. SK Super Nova) — латвійський футбольний клуб з міста Саласпілс, заснований у 	
2000 році.

## Історія
Футбольна команда «Супер Нова» створена на базі Ризької загальноосвітньої школи № 62 та виступав суто в дитячо-юнацьких змаганнях Латвії.
У грудні 2013 року «Супер Нова» разом з двома іншими дитячими клубами — «Олайне» та ризької «Балтики» об'єднались у футбольну академію «Олайне», а головна команда клубу стартувала у першій лізі Латвії.
У 2017 році «Супер Нова» вийшла з об'єднання цих клубів та створила власну академію та клубну структуру дебютувавши у другій лізі.
Наступного року клуб отримав ліцензію на участь в першій лізі. Двічі поспіль у 2018 та 2019 роках клбу посідав друге місце але у матчах плей-оф поступався за право виходу до вищого дивізіону Латвії.
У 2021 році клуб такі здобув путівку до вищого дивізіону.
28 січня 2022 року клуб отримав ліцензію на право участі у вищому дивізіоні. Того ж дня клуб перебазувався до міста Саласпілс.
Відігравши два сезони у вищому дивізіоні клуб вибув до першої ліги, де посів перше місце у 2024 році та знову повернувся до вищого дивізіону.

## Стадіон
Долмашнею ареною клубу є стадіон «Саласпілс», який вміщує дві тисячі глядачів.